# Myrtiá (Antirion, Étolie-Acarnanie)
Pour les articles homonymes, voir Myrtiá.
Myrtiá (grec moderne : Μυρτιά) est une localité située dans le dème de Naupactie, dans le district régional d'Étolie-Acarnanie, dans la périphérie de Grèce-Occidentale, en Grèce.
Selon le recensement de 2021, elle compte 2 habitants.